# 東丹国

10世紀の契丹と東丹国。

東丹（とうたん, 西暦926年 - ？）は渤海を滅ぼした契丹(キタイ)がその故地に建てた封国。キタイ語ではダン・グル(Dan guru)と呼ばれた。

## 名称
「東丹国」という名称の由来は、「契丹の東部」を略したものとする説がかつては有力であった。しかし、契丹文字の解読研究が進む中で「東丹国」がキタイ語ではDan guruと呼ばれていたこと、また渤海国のキタイ語名称もDan guruであったことが明らかとなった。愛新覚羅烏拉熙春はそもそも漢文史料において「契丹」を「丹」と略する用法自体が存在しないことを指摘し、「東丹国」という名称はキタイ語による渤海国の名称Dan guru(＝丹国)をそのまま継承したものであって、「東の契丹国」の略号ではないことを明らかにした。

## 概説
シラムレン川流域に勃興した契丹皇帝耶律阿保機は中原への侵略を繰り返す中で、背後の脅威を除去するため、マンチュリアに拠る渤海遠征を企てた。925年、反乱が止まず国内の混乱が続いていた渤海に対して自ら兵を率いて東征し、翌926年には渤海の都・忽汗城（渤海上京龍泉府、現在の黒竜江省牡丹江市寧安市渤海鎮）を陥し、最後の渤海王・大諲譔を捕虜とした。
阿保機は渤海の領土をそのまま統治すべく、忽汗城を天福城と改め、長子・耶律倍（耶律突欲）を国王に任じて東丹を立てた。倍は人皇王と呼ばれ、契丹重臣の耶律羽之らが東丹次相として倍を補佐したが、扶余城で太祖・耶律阿保機が急死、東丹王耶律倍は太祖の遺骸とともに本国へ引き上げた。一方、契丹皇帝位は927年に、武勇に優れ人望のあった次男・耶律堯骨（契丹太宗）が継承する。
長男で皇太子でありながら、契丹皇帝になれなかった倍はこれを恨み、耶律堯骨も兄が謀反を企てることを恐れ、兄弟の関係が緊張した。928年、堯骨は遼東の東平郡（現在の遼寧省遼陽市）を契丹東京に昇格させ、東丹の都を天福城から遼陽城に移すよう倍に命じた。倍は臣従した渤海人らを連れて遼陽に移り、東丹は徐々に縮小され、契丹による直接統治へと移行していったとみられる。
弟・堯骨による暗殺を恐れる倍は、医巫閭山に隠棲するが、930年、密かに後唐の都・開封に亡命する。これにより東丹は事実上滅亡したとみられていたが、1990年代に、各地で耶律羽之などの墓誌が発見され、東丹の官が継承されていることが判明し、東丹の存続は明らかとなっている。
936年、後晋に燕雲十六州を割譲させた契丹皇帝は引き続き存続していた東丹の官制を縮小し、947年には国号を遼と改称する。これ以後も、遼に服属した渤海人は主に遼の東京・遼陽に集住していたが、遷民の記録史料は次第に減少し、10世紀末には見られなくなる。おそらく、遼が女真や高麗に攻め入ったころに、皇帝の権限強化をめざして東丹国の実権は皇帝などの中央権力に接収されたようである。
東丹国民の主体を構成する渤海人は豊富な航海の経験をもち、渤海人の商船は遠く両浙路の沿岸に至り、契丹や東丹と隣国との海上貿易権を掌握していたのも東丹国内の渤海人であった。南唐の使節が貨物を携帯して契丹に出使した際にもまず東丹国の東京に至り、然る後に幽州に赴いた。後唐、後晋、後漢、後周の四朝の期間（晋高祖時代を除く）契丹と中原の関係は対峙の状態が持続したが、山東、登州方面と遼河下流の交通貿易は契丹の統制を受けずに東丹国内の渤海人のもとで持続的に発展し、東丹国は当時の東アジアにおいてかなりの存在感をもっていた。
なおこの時期に、渤海領域であった白頭山が大噴火を起こしたと推定されるが、火砕流や土石流で人命も記録も失われたと見られ、はっきりした事は判っていない。

## 東丹国の日本遣使
『日本紀略』は醍醐天皇の延長7年（929年）12月に東丹の使節が丹後国竹野郡大津浜（現在の京都府京丹後市）に来着したことを伝える。この派遣は、東丹が遼陽城に移った後の時期に当たることから、遷都後も日本海沿岸に東丹の支配が及んでいたことがわかる。使者はこれまで二度も渤海国使として来日したことのある裴璆（はいきゅう）であった。親交のあった藤原雅量が存問使として派遣された。何故国名が変わったのかを問われた裴璆は渤海が契丹に征服されたことを知らせ、新王の非道ぶりを訴えた。これを聞きとがめた京都の朝廷は主君を変えたばかりか、新主の悪口を言うとは不届きであるとして入京させず、追い返している。この史実によれば、東丹は渤海の後継者として日本との通交を維持する意向であったことがわかる。朝廷にその意志は無かったが、雅量は裴璆に同情し、後に回想した漢詩を『扶桑集』に残している。

## 東丹国王
1. 耶律突欲 926年 - 930年
2. 耶律兀欲 930年 - 936年

## 東丹の元号
1. 甘露 926年 - 936年